# 702
Раннє Середньовіччя. Триває чума Юстиніана. У Східній Римській імперії триває правління Тиберія III. Більшу частину території Італії займає Лангобардське королівство, деякі області належать Візантії. Франкське королівство розділене між правителями з династії Меровінгів. Іберію займає Вестготське королівство. В Англії триває період гептархії. Авари та слов'яни утвердилися на Балканах. Центр Аварського каганату лежить у Паннонії. Існують слов'янські держави: Карантанія та Перше Болгарське царство.
Омеядський халіфат займає Аравійський півострів, Сирію, Палестину, Персію, Єгипет, Північну Африку. У Китаї править Друга династія Чжоу. Індія роздроблена. В Японії триває період Ямато. Хазарський каганат підпорядкував собі кочові народи на великій степовій території між Азовським морем та Аралом. Відновився Тюркський каганат.
На території лісостепової України в VIII столітті виділяють пеньківську й корчацьку археологічні культури. У VIII столітті продовжилося швидке розселення слов'ян. У Північному Причорномор'ї співіснують різні кочові племена, зокрема булгари, хозари, алани, авари, тюрки, кримські готи.

## Події
- У Лангобардському королівстві Рагінперт скинув Лютперта і узурпував трон. Після його смерті королем став його син Аріперт II.
- У Вірменії при підтримці Візантії спалахнуло повстання проти Омеядського халіфату. Битва біля Варданакерта.
- Придушено бунт Абдуррахмана ібн Мухаммеда в Куфі.

## Народились
- Філарет Милостивий — православний святий, візантійський землевласник

## Померли
- Лютперт — король лангобардів (700—702), син короля Куніберта
- Рагінперт — герцог Турина, син короля Годеперта, король лангобардів